# Convocazioni per il campionato mondiale di hockey su pista Stoccarda 1936
Lista dei giocatori convocati dalle Nazionali per il Campionato del mondo di hockey su pista 1936 a Stoccarda.

## Belgio
Commissario tecnico: ?
| N. | Pos. | Giocatore        | Data nascita (età) | Pres. | Reti | Squadra |
| -- | ---- | ---------------- | ------------------ | ----- | ---- | ------- |
|    | P    | Theo Borghs      |                    |       | 0    |         |
|    | G    | F Bamps          |                    |       | 0    |         |
|    | G    | Gaston Bogaerts  |                    |       | 0    |         |
|    | G    | Frans Claes      |                    |       | 0    |         |
|    | G    | E De Ridder      |                    |       | 0    |         |
|    | G    | Victor Peeters   |                    |       | 0    |         |
|    | G    | L Van Aken       |                    |       | 0    |         |
|    | G    | V Van Aken       |                    |       | 0    |         |
|    | G    | Edmund Vervloedt |                    |       | 0    |         |

## Francia
Commissario tecnico: ?
| N. | Pos. | Giocatore       | Data nascita (età) | Pres. | Reti | Squadra |
| -- | ---- | --------------- | ------------------ | ----- | ---- | ------- |
|    | P    | Kung            |                    |       | 0    |         |
|    | G    | Jules Delannoy  |                    |       | 0    |         |
|    | G    | Desrumeaux      |                    |       | 0    |         |
|    | G    | Hautin          |                    |       | 0    |         |
|    | G    | Marcel Legendre |                    |       | 0    |         |
|    | G    | Mannie          |                    |       | 0    |         |

## Germania
Commissario tecnico: ?
| N. | Pos. | Giocatore    | Data nascita (età) | Pres. | Reti | Squadra |
| -- | ---- | ------------ | ------------------ | ----- | ---- | ------- |
|    | G    | Kamberger    |                    |       | 0    |         |
|    | G    | Karl Pfister |                    |       | 0    |         |
|    | G    | Adolf Walker |                    |       | 0    |         |

## Inghilterra
Commissario tecnico: ?
| N. | Pos. | Giocatore     | Data nascita (età) | Pres. | Reti | Squadra            |
| -- | ---- | ------------- | ------------------ | ----- | ---- | ------------------ |
|    | P    | Jimmy Corbin  |                    |       | 0    |                    |
|    | G    | Edward Bown   |                    |       | 0    |                    |
|    | G    | Robert Hulme  |                    |       | 0    | New Derbonians Rhc |
|    | G    | Brian Newbury |                    |       | 0    |                    |
|    | G    | Peter Walters |                    |       | 0    |                    |
|    | G    | W Sutton      |                    |       | 0    |                    |
|    | G    | W Wood        |                    |       | 0    |                    |

## Italia
Commissario tecnico: ?
| N. | Pos. | Giocatore          | Data nascita (età)       | Pres. | Reti | Squadra   |
| -- | ---- | ------------------ | ------------------------ | ----- | ---- | --------- |
|    | P    | Angelo Grassi      | 4 gennaio 1909 (27 anni) |       | 0    | Novara    |
|    | G    | Mario Cergol       | 2 ottobre 1911 (24 anni) |       | 0    | Triestina |
|    | G    | Carlo Ciocala      |                          |       | 0    | Novara    |
|    | G    | Luigi Kullmann     | 14 agosto 1916 (19 anni) |       | 0    | Monza     |
|    | G    | Pio Rasponi        |                          |       | 0    | Milan     |
|    | G    | Fiorenzo Zavattaro |                          |       | 0    | Novara    |
|    | G    | Orazio Zorloni     |                          |       | 0    | Milan     |

## Portogallo
Commissario tecnico: ?
| N. | Pos. | Giocatore             | Data nascita (età) | Pres. | Reti | Squadra    |
| -- | ---- | --------------------- | ------------------ | ----- | ---- | ---------- |
|    | P    | Fernando Pinto Adriao |                    |       | 0    | CF Benfica |
|    | G    | Antonio Adao          |                    |       | 0    |            |
|    | G    | Leonel Costa          |                    |       | 0    | Benfica    |
|    | G    | Jorge Evaristo        |                    |       | 0    |            |
|    | G    | Germano Magalhaes     |                    |       | 0    | Benfica    |
|    | G    | Jose Prazeres         |                    |       | 0    | Benfica    |
|    | G    | Oliverio Serpa        |                    |       | 0    | CF Benfica |

## Svizzera
Commissario tecnico: ?
| N. | Pos. | Giocatore     | Data nascita (età) | Pres. | Reti | Squadra  |
| -- | ---- | ------------- | ------------------ | ----- | ---- | -------- |
|    | P    | Louis Rasca   |                    |       | 0    |          |
|    | G    | Blanc         |                    |       | 0    |          |
|    | G    | Louis Bloch   |                    |       | 0    |          |
|    | G    | L Calendrier  |                    |       | 0    |          |
|    | G    | Pierre Gervaz |                    |       | 0    |          |
|    | G    | Menzi         |                    |       | 0    |          |
|    | G    | Hugo Zanazzo  |                    |       | 0    | Montreux |